# Kgalagadi District
Kgalagadi ist ein Distrikt in Botswana. Er ist 105.200 km² groß und zählt 50.720 Einwohner (laut Volkszählung 2011).
Der Distrikt befindet sich im Südwesten des Landes, grenzt an Südafrika und besteht zu einem großen Teil aus der Kalahari-Wüste. Der Kgalagadi-Transfrontier-Nationalpark bedeckt über ein Drittel der Fläche. Der Sitz der Verwaltung befindet sich in Tshabong.